# Troia
Troia je starobylé město ležící v podhůří Apenin v italské oblasti Apulie. Žije v něm přes sedm tisíc lidí.
V místě ležela ve starověku řecká osada Aikia, Římany nazývaná Aecae, později přejmenovaná na Troja na základě legendy, že ji založil Diomédes, hrdina Trojské války. Zaujímala strategickou polohu na Via Appia, Polybios se o něm zmiňuje v souvislosti s Hannibalovým tažením na jih Itálie. Současné město založil roku 1018 katapán Basil Boioannes jako pevnost proti normanským nájezdům. V roce 1125 byla vysvěcena románská katedrála Nanebevzetí Panny Marie (od roku 1986, kdy byla zdejší diecéze spojena s diecézí Lucera, slouží pouze jako konkatedrála). Dalšími památkami jsou bazilika sv. Basilia z 11. století, barokní kostel sv. Františka a palác knížat D'Avalos; funguje zde městské i církevní muzeum.
Město je centrem zemědělské oblasti, produkuje olivový olej a víno odrůdy Uva di troia. Velké procesí se koná každoročně 8. března na památku svatého Jana z Boha a 17. července na památku pěti patronů města (Poncián, Urban I., Sekondin, Eleutherus, Anastasius I.).
Administrativní součástí města je osada Borgo Giardinetto.

## Rodáci
- Girolamo Seripando — kardinál
- Antonio Salandra — italský předseda vlády 1914-1916
- Mario Beccia — cyklista, vítěz závodu Tour de Suisse 1980